# スンダルバンス国立公園
座標: 北緯21度56分42秒 東経88度53分45秒 / 北緯21.94500度 東経88.89583度
スンダルバンス国立公園（英語: Sundarbans National Park、ベンガル語: সুন্দরবন জাতীয় উদ্যান Shundorbôn Jatio Uddan、ヒンディー語: सुंदरवन राष्ट्रीय उद्यान、フランス語: Parc national des Sundarbans）は、インド共和国・西ベンガル州に所在する国立公園。世界最大規模を有するデルタ地帯の一画を占め、数多くの希少種や絶滅危惧種が生息している。1984年にインド政府により国立公園に指定された。

## 立地・環境

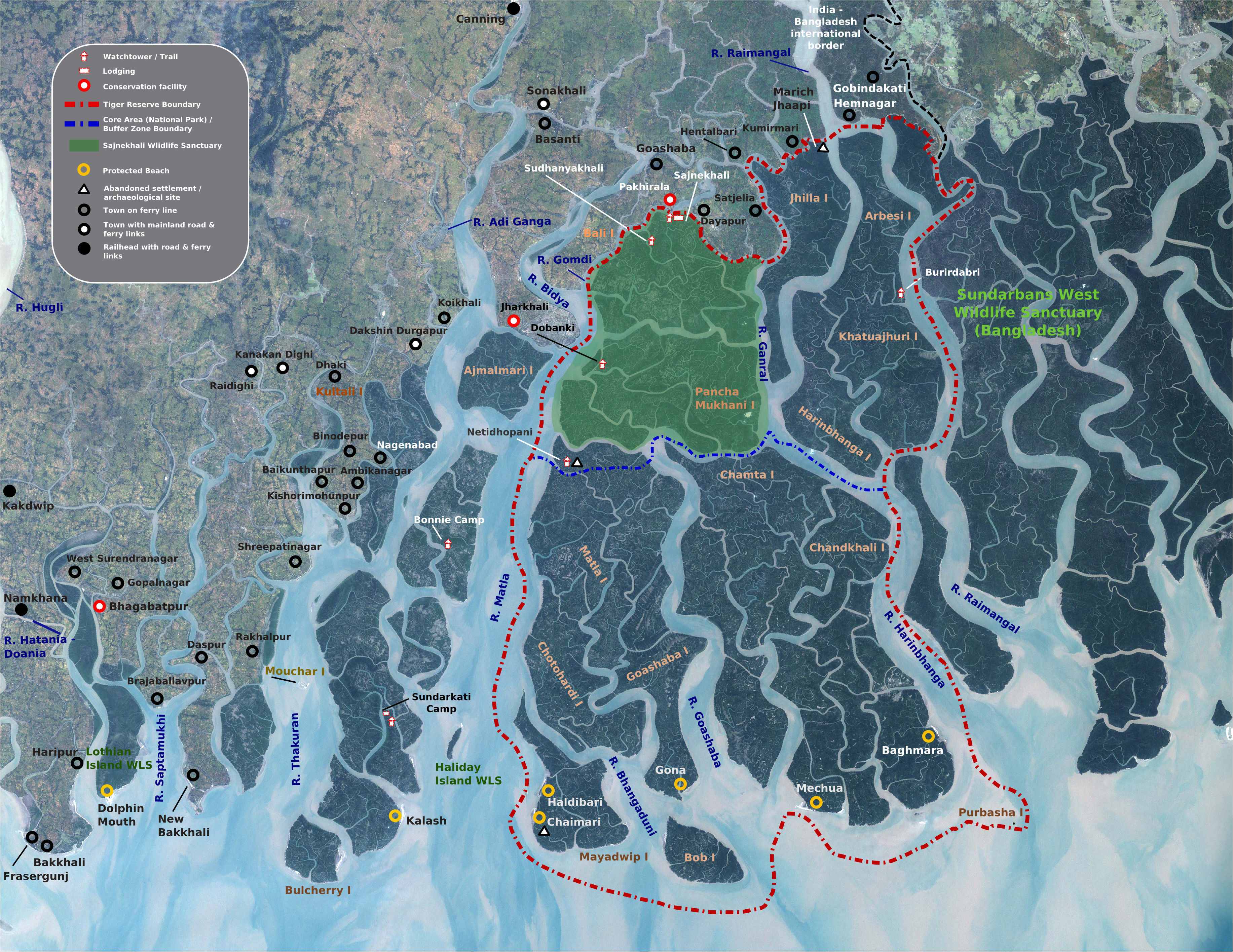
スンダルバンス国立公園

スンダルバンス国立公園は、バングラデシュとの国境に近いインド東部の西ベンガル州南端に所在し、ベンガル湾の奥にひろがる東西およそ250キロメートル、南北40ないし80キロメートルにおよぶ、世界最大のデルタ（三角州）地帯のなかに立地する。ヒマラヤ山脈より流下するガンジス川とブラマプトラ川は、数百万年前から山地より大量の土砂を運んで下流に巨大な堆積平野を形成してきた。デルタ地帯は表面積8万平方キロメートルにおよんでおり、川は天然の水路となって網目状に入り組んでいる。
三角州を形成する水路の沿岸には世界最大規模のマングローブの密林が広がっており、これは当地方に多数発生するサイクロンと称される暴風雨に対する自然の防波堤の役目を担っている。また、干潮の際にすがたを見せるマングローブの強力な気根は、水中の土砂の流出を食い止めて陸地を形成するのに大きく作用してきた。大河によって運ばれてきた泥はマングローブの根のあいだに厚く堆積してきたのである。
なお、スンダルバンス国立公園は、西ベンガル州の州都コルカタ（カルカッタ）からは南東約60キロメートルに位置している。

## 沿革
減少いちじるしく絶滅の危機に瀕したベンガルトラの保護のため、1970年代初頭に「プロジェクト・タイガー」（en）の運動が起こり、1973年にはスンダルバンス地域がベンガルトラ保護区に指定された。1978年には森林保護区も構成されて、1984年、インド政府が当地を国立公園に指定した。1987年には、ユネスコ（国際連合教育科学文化機関）の世界遺産（自然遺産）に登録されている。また、2001年にユネスコの生物圏保護区、2019年にラムサール条約にも登録された。
なお、スンダルバンス国立公園に近接するバングラデシュ側のシュンドルボンも1997年、世界遺産に登録された。

## 公園内の生物

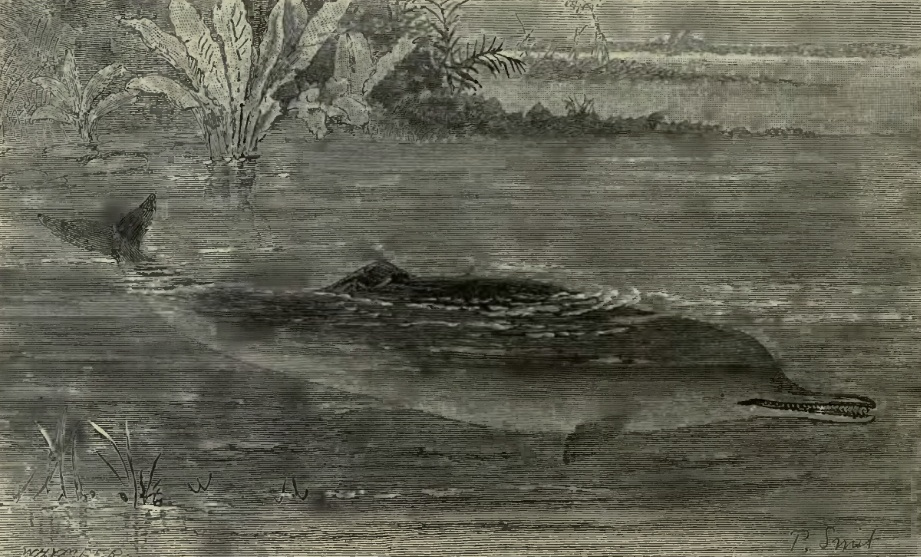
ガンジスカワイルカ

マングローブの密生する湿地帯には300種を超える植物が生育し、数多くの水生・陸生動物のすみかとなっている。また、干潟は上流より運ばれてきた養分豊かな土壌となっているため、数多くの海洋動物はここで孵化期を過ごしている。
海域とデルタ地帯を移動する水生の哺乳類には、ガンジスカワイルカやカワゴンドウ（イラワジイルカ）、スナメリ、シナウスイロイルカ、ハシナガイルカ、ミナミハンドウイルカ、ニタリクジラなどの希少鯨類がいる。熱帯雨林にはマングースやシカ、アカゲザルなどサル類、ベンガルヤマネコ、ヒョウ、スナドリネコ、ジャングルキャットなど陸生の哺乳類が生息している。しかし、かつて生息していたジャワサイ、バラシンガジカ、ホエジカはこんにちでは絶滅してしまった。

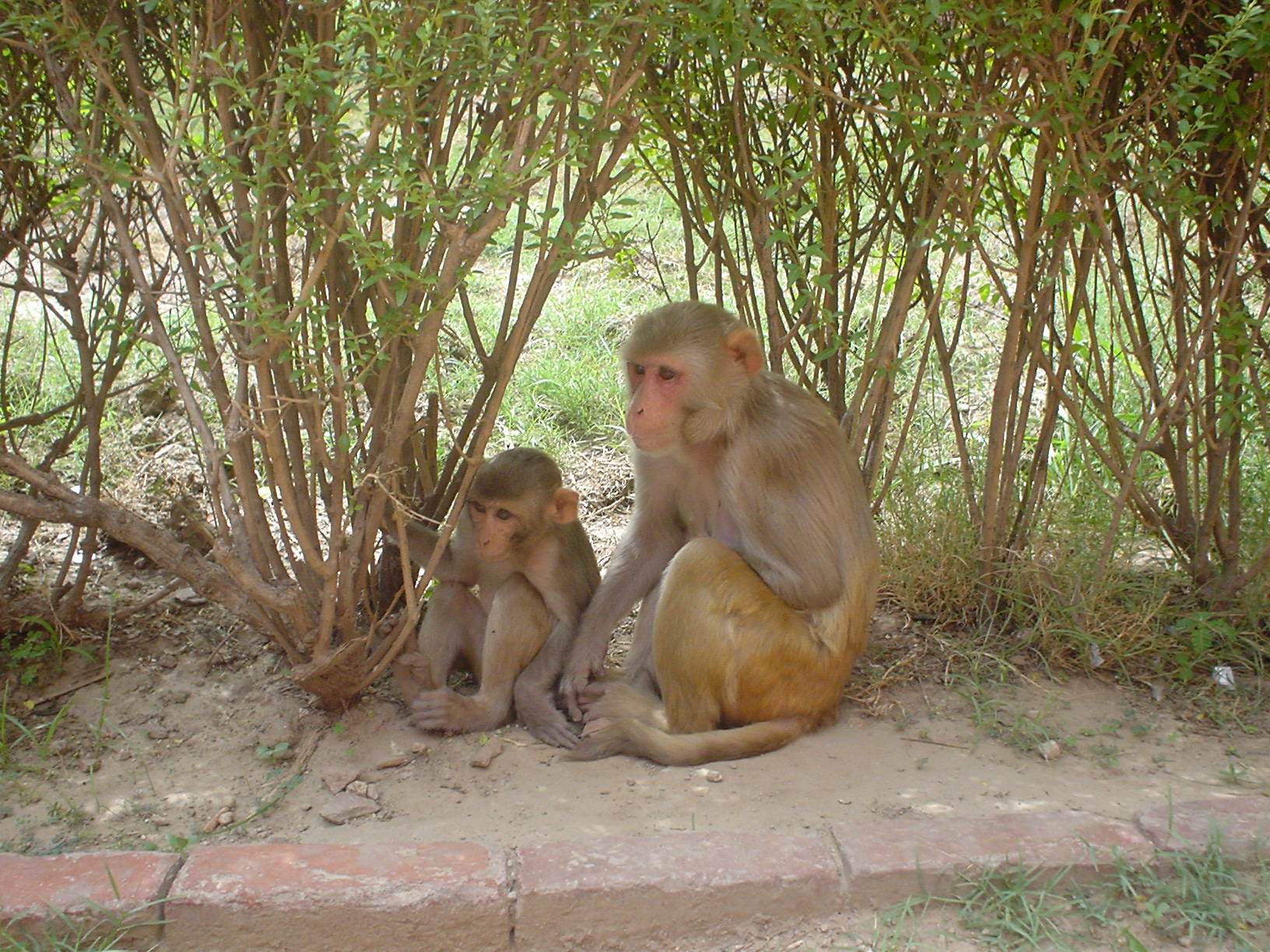
アカゲザル

スキハシコウ、コハゲコウ、オオハゲコウなど数種のコウノトリ類やシベリアオオハシシギ、また、ナンヨウショウビン、チャバネコウハシショウビン、ヤマショウビンなどカワセミ科を含む多様な鳥類もまた繁殖している。爬虫類には、イリエワニやミズオオトカゲ、インドニシキヘビ、キングコブラなどがおり、河川を主な生活の場とするイリエワニは絶滅の危機に瀕している。ウミガメの仲間としては、バタグールガメ、ヒメウミガメ、タイマイ、アオウミガメがいる。
スンダルバンス国立公園内には、以上のように希少種や絶滅危惧種の相当数が生息している。また、インドのマングローブを形成する植物種の90%、世界の4種しかないカブトガニ類のうちの2種（ミナミカブトガニとマルオカブトガニ）、インドに分布する12種のカワセミ科のうちの8種、クマタカ属の猛禽類もここで生息している。
干潮時の干潟にはシオマネキなどのカニやオカヤドカリがあふれており、満潮になると姿を消す。トビハゼは、引き潮の際にはマングローブの根部分に跳びのったり、ヒレを用いて湿地を歩くこともある特異な魚類である。
多くはイノシシ、ときにアクシスジカを常食とするベンガルトラは、1999年現在でインド国内最多のおよそ250頭が公園内に生息しており、手厚い保護がなされている。

## 見学
見学は船上から、ないし公園内3か所に設置された観察塔からのみ見学が許可されている。なお、西ベンガル州観光開発公団（WBTDC）が例年10月から3月にかけて1泊2日からのツアーを開催している。

## プロジェクト・タイガー

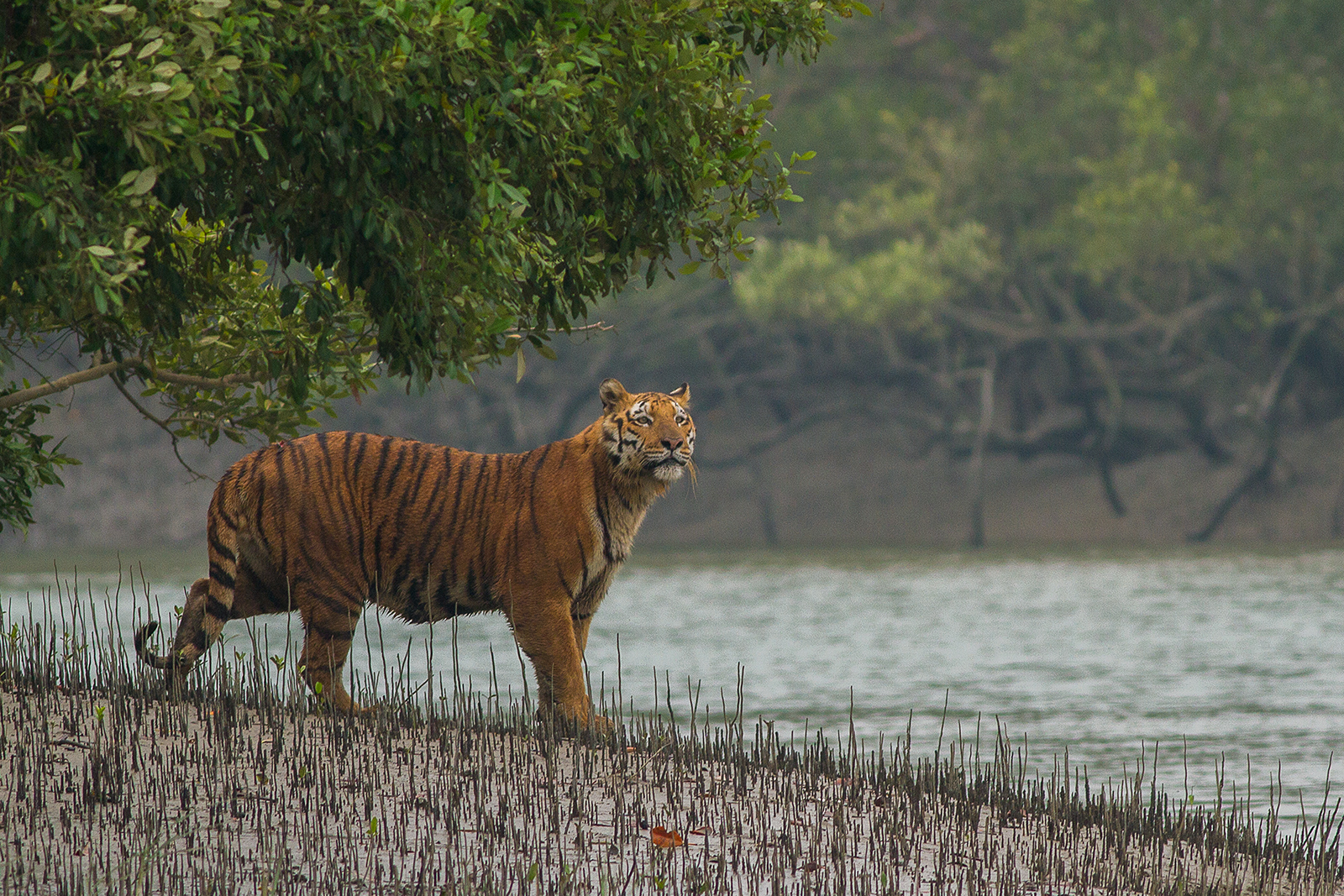
ベンガルトラ

20世紀初頭には約4万頭もいたといわれるインド亜大陸のトラであるが、1960年代末には約1,800頭にまで激減したことが確かめられた。これに危機感をいだいたインド政府は1970年代初頭トラの保護に乗り出し、1973年、「プロジェクト・タイガー」と題する計画を打ち出した。この計画は、相当な成果を上げ、1997年段階でトラの頭数はインド亜大陸全体で3,500頭ないし3,700頭にまで回復した。しかし、トラは身体の各部位がすべて高値で取引されるため密猟者はあらゆる手を用いて捕獲しようとしている。他にも、人口増加や森林伐採にともなうトラの生存環境の悪化も懸念される。
スンダルバンス地区では、プロジェクト・タイガーの実行とほぼ同時にトラに保護の手がさしのべられた。ベンガルトラ保護区の設置などによってトラの生息状況は改善をみたものの、かえって人間が被害に遭う事件が1970年代の後半以降は激増した。1975年から1982年までのあいだは、スンダルバンス地域だけで毎年45名を超す人の命がトラによって奪われた。これに対し、WWF（世界自然保護基金）はデルタ地帯に暮らす住民たちに注意を喚起する運動を展開し、道路沿いや展望台周辺には触れると感電する装置や防御柵などを設けて被害の根絶に努めた。その努力は成果となって数字にあらわれ、被害者は激減した。

## ギャラリー

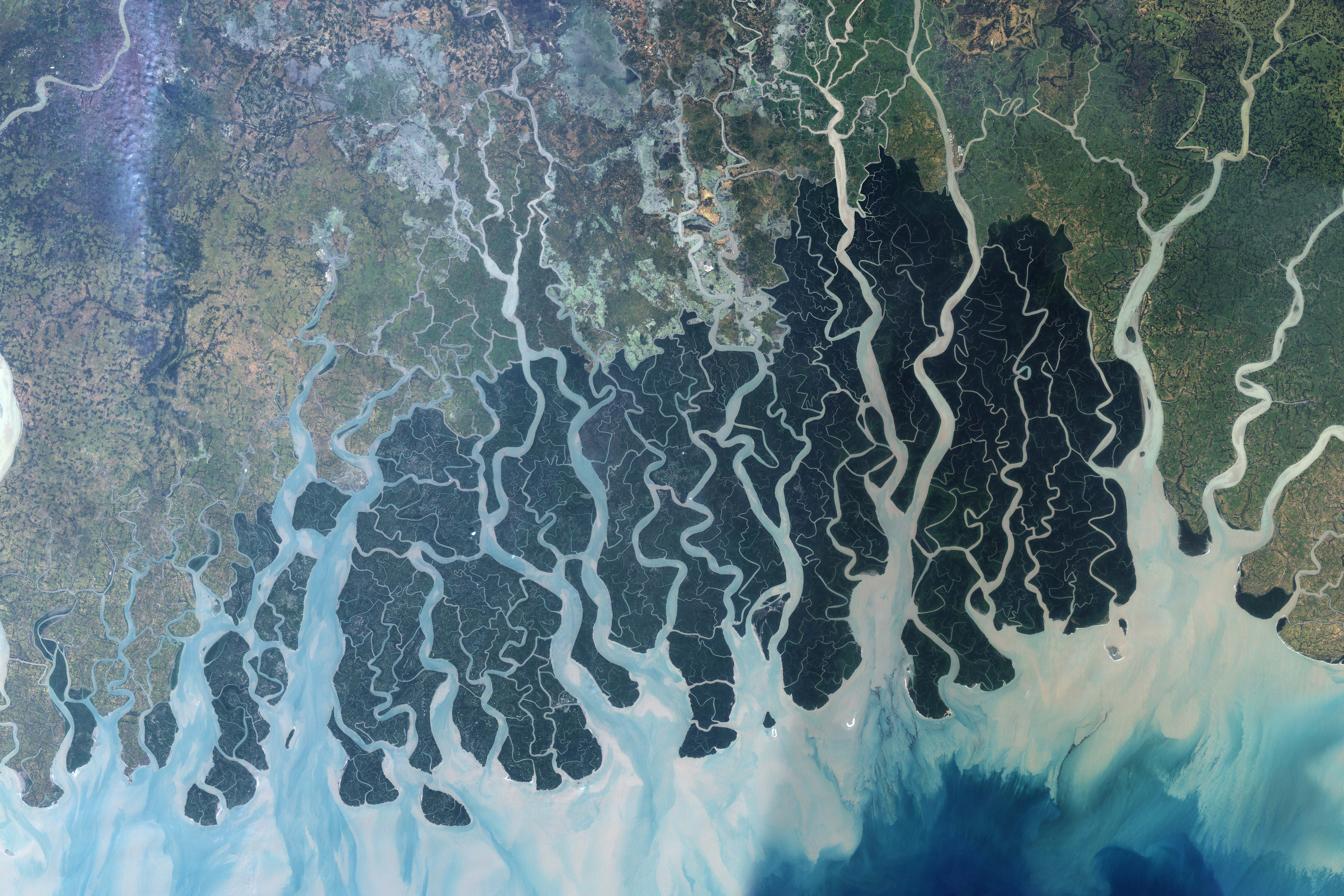
世界最大のデルタ地帯
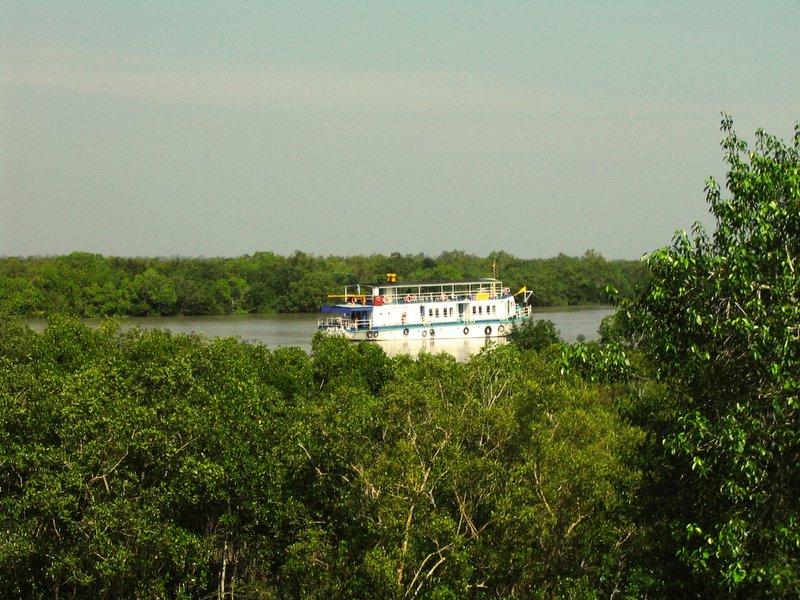
スンダルバンス国立公園の眺め
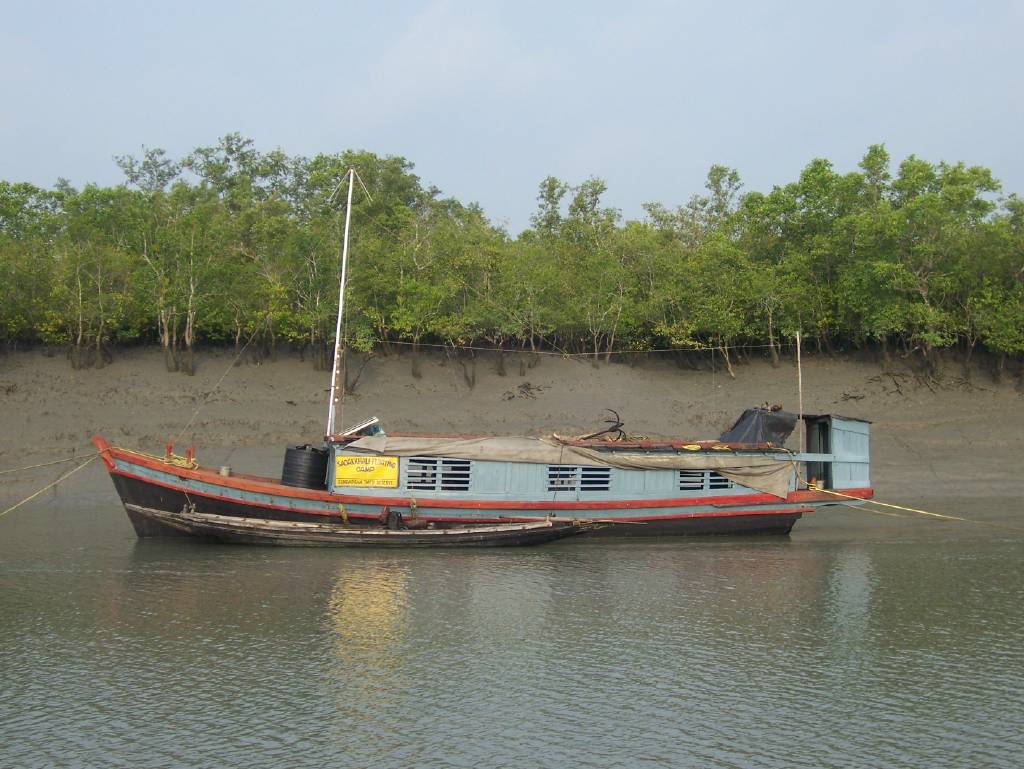
公園内のパトロール用ボート
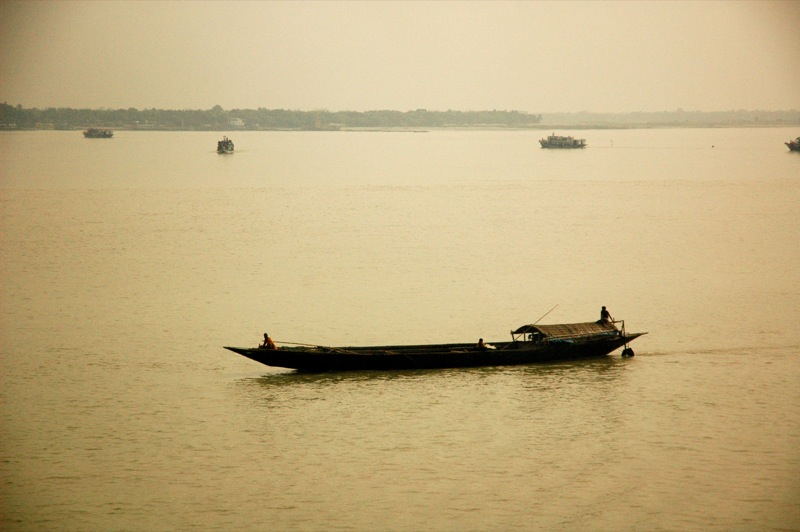
スンダルバンスの釣り船
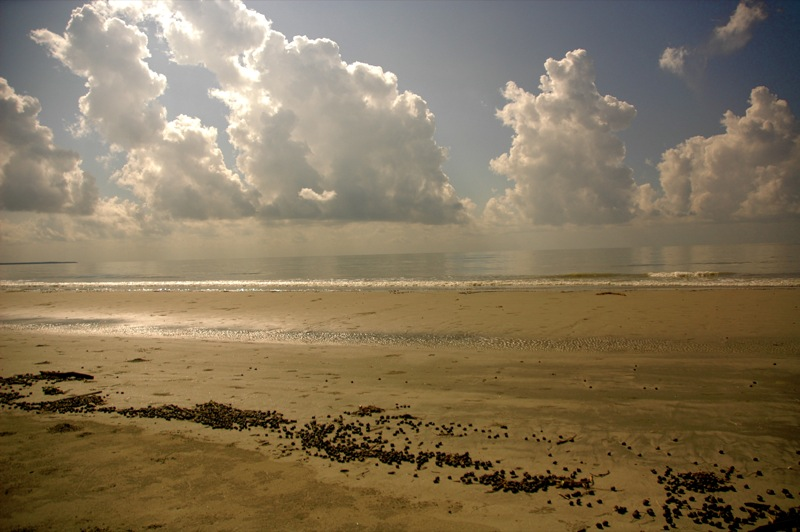
スンダルバンスの干潟
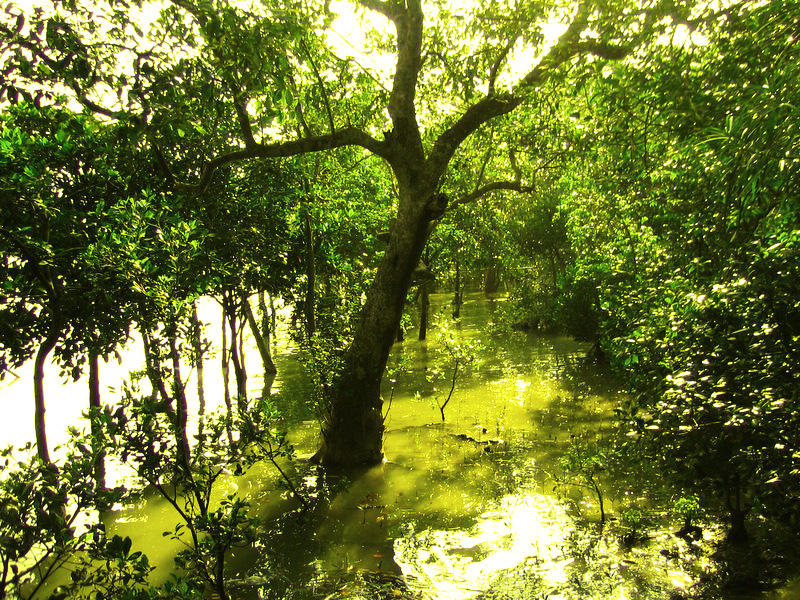
スンダリの木
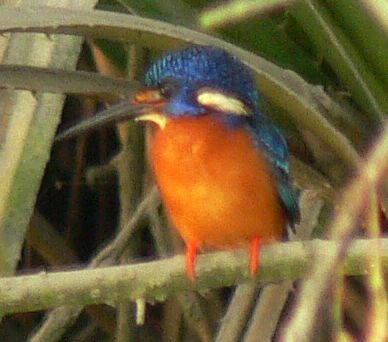
スンダルバンス国立公園内のカワセミ
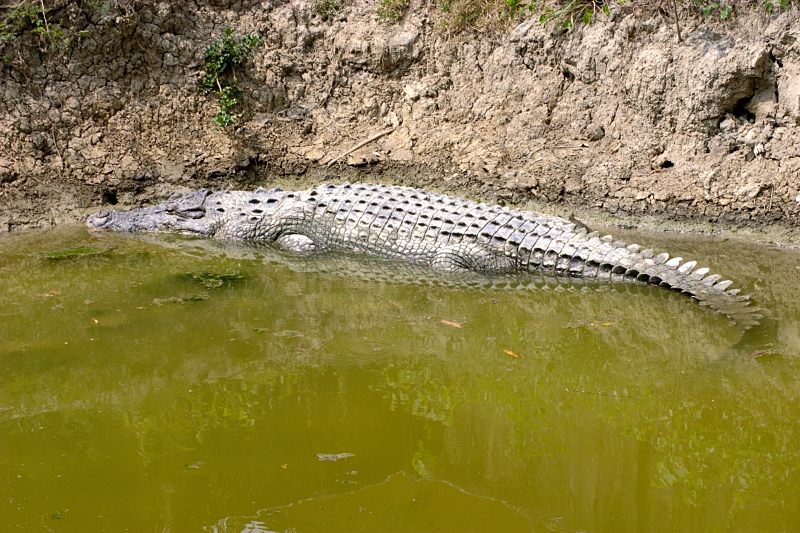
スンダルバンス国立公園内のワニ
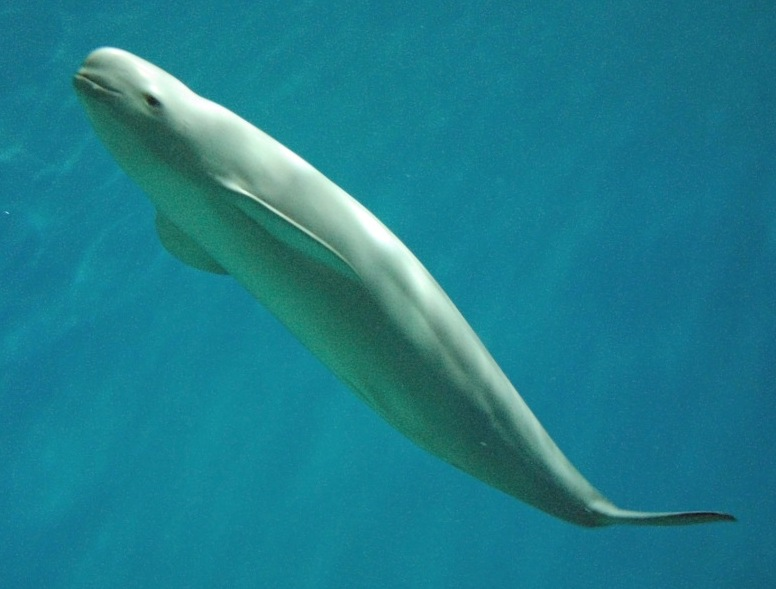
スナメリ
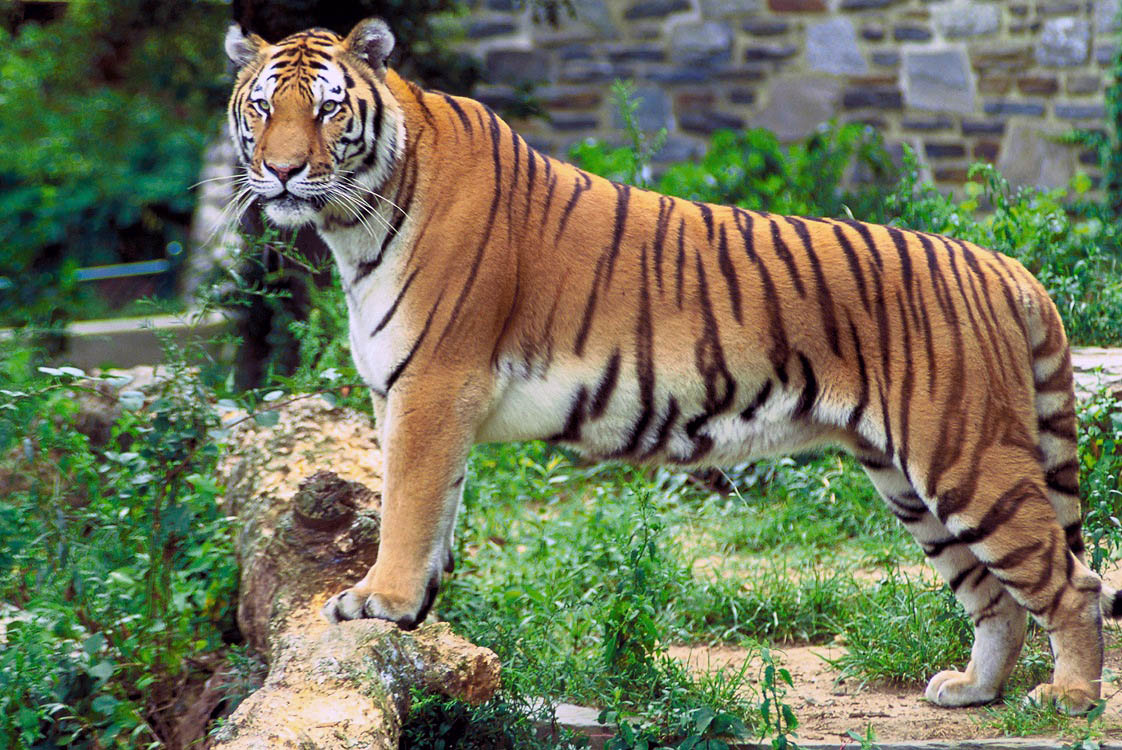
ベンガルトラ
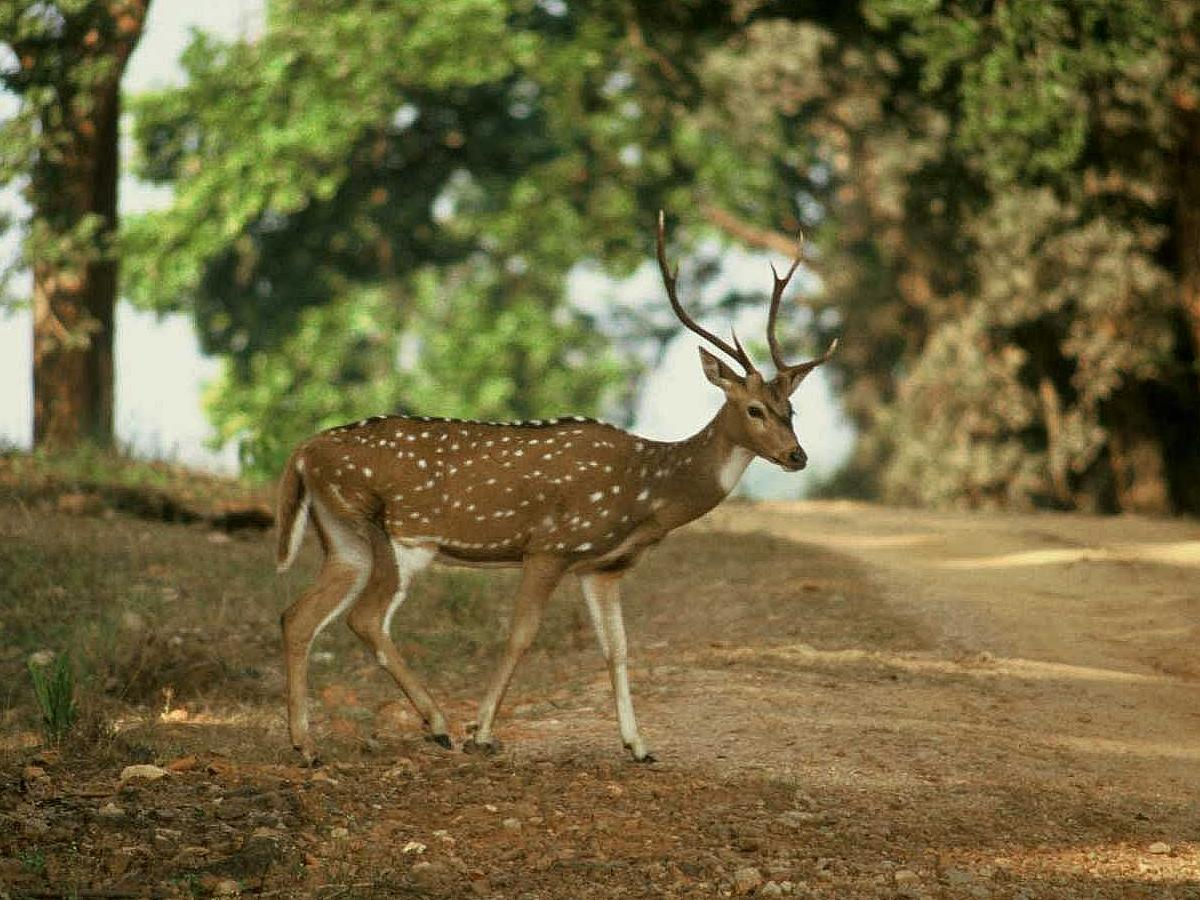
アクシスジカ
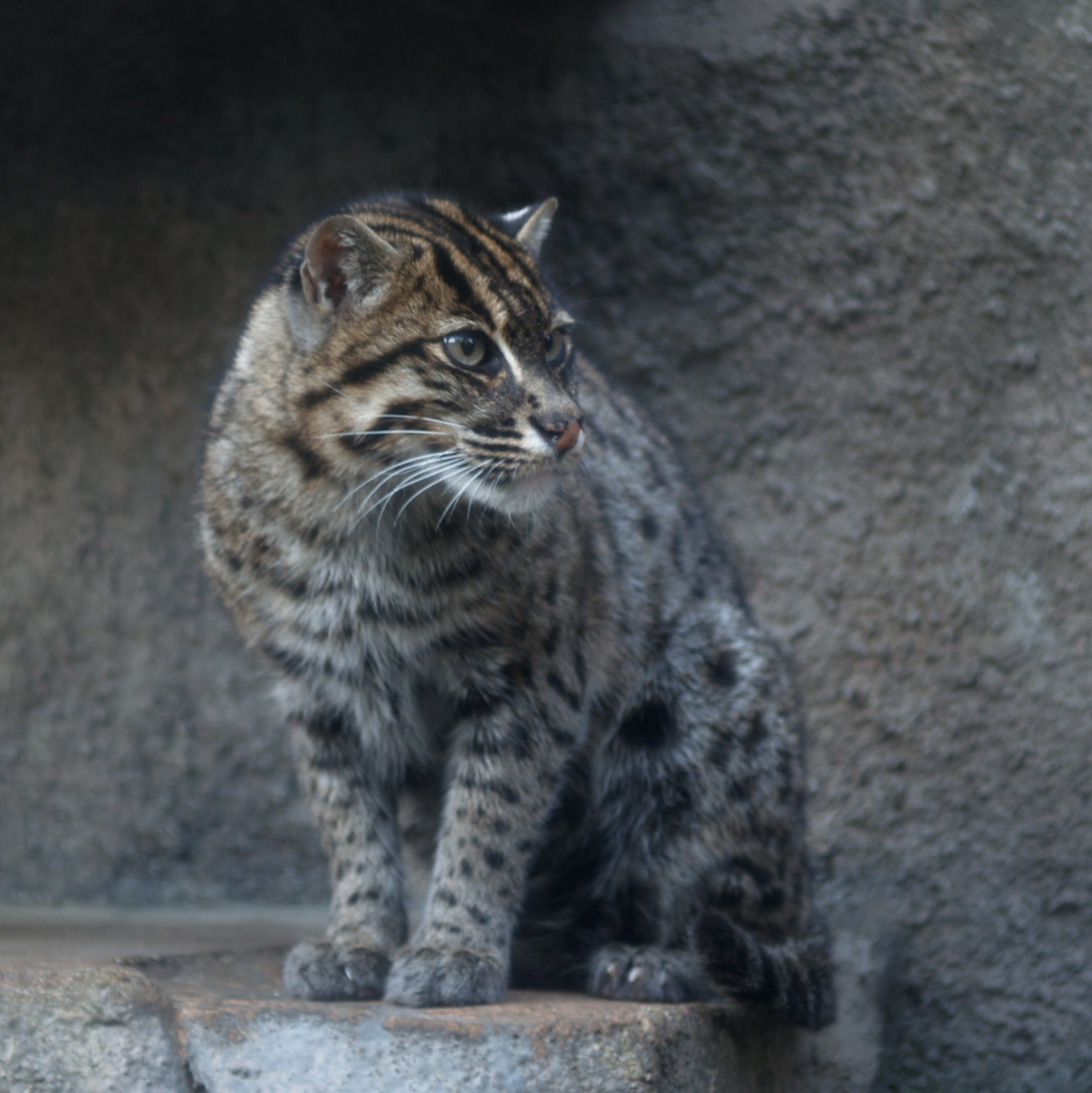
スナドリネコ
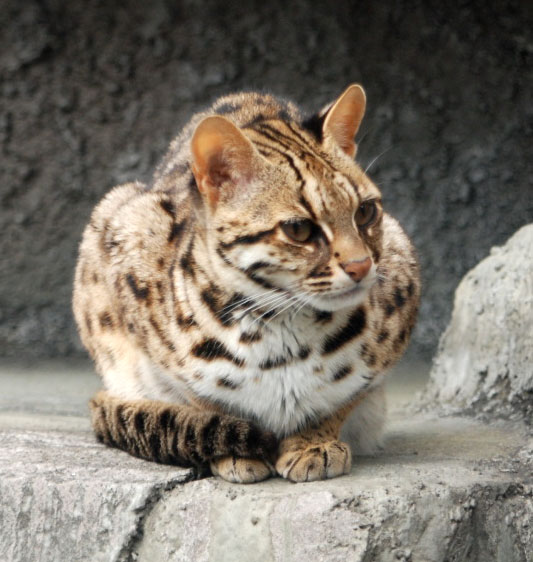
ベンガルヤマネコ
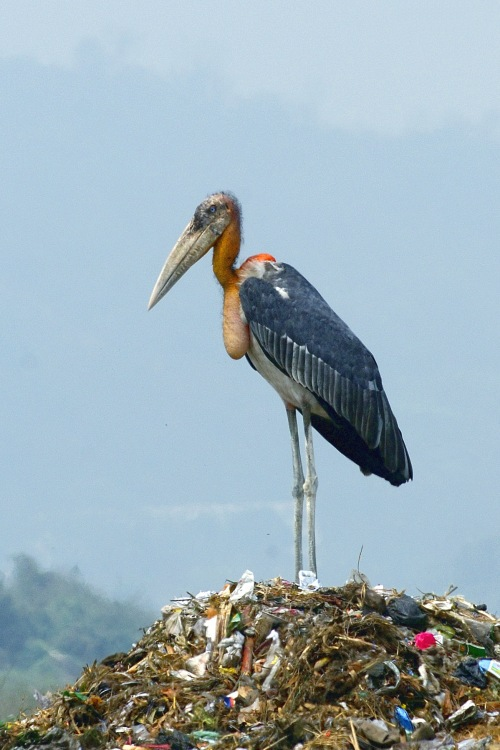
オオハゲコウ
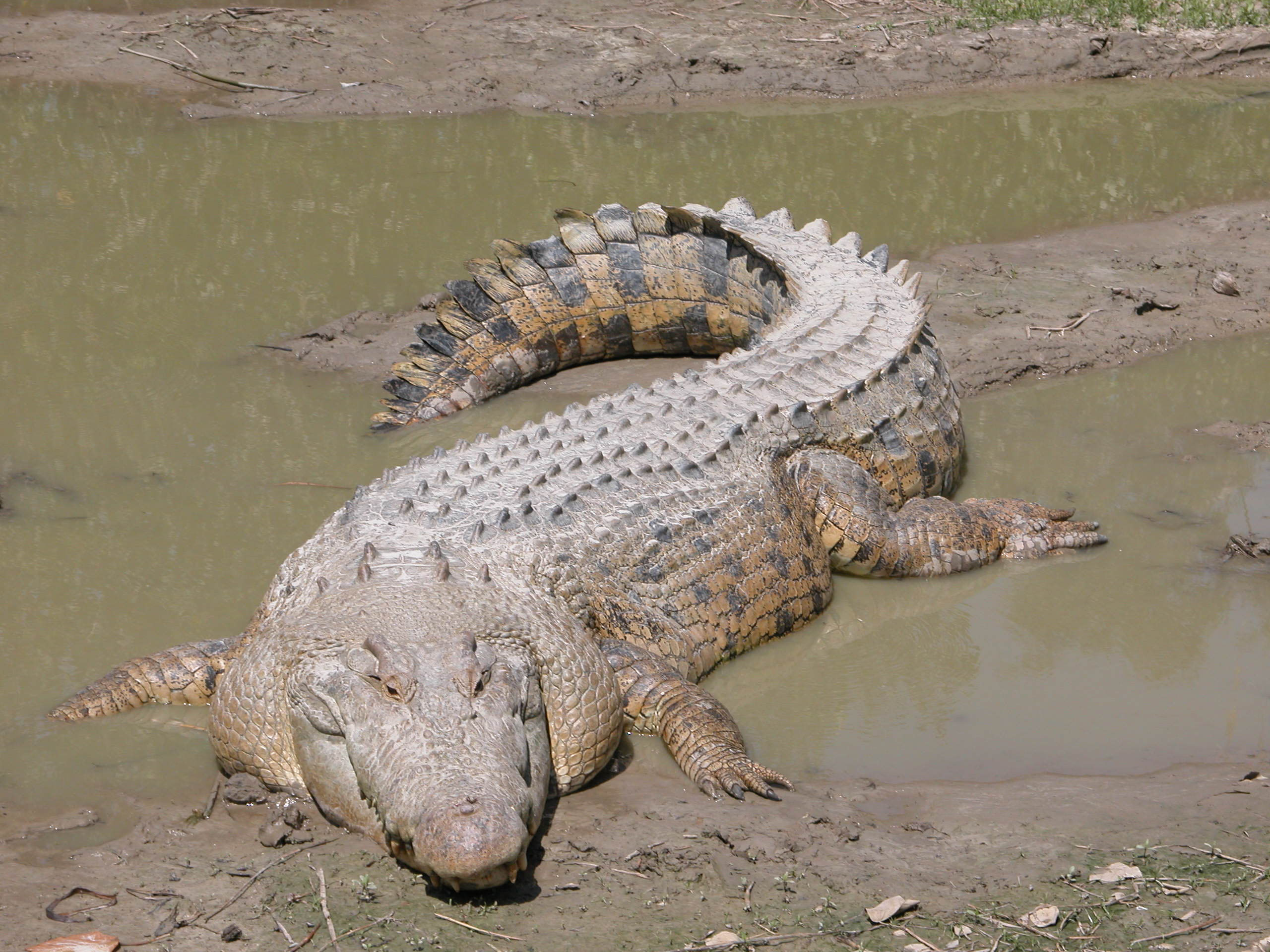
イリエワニ
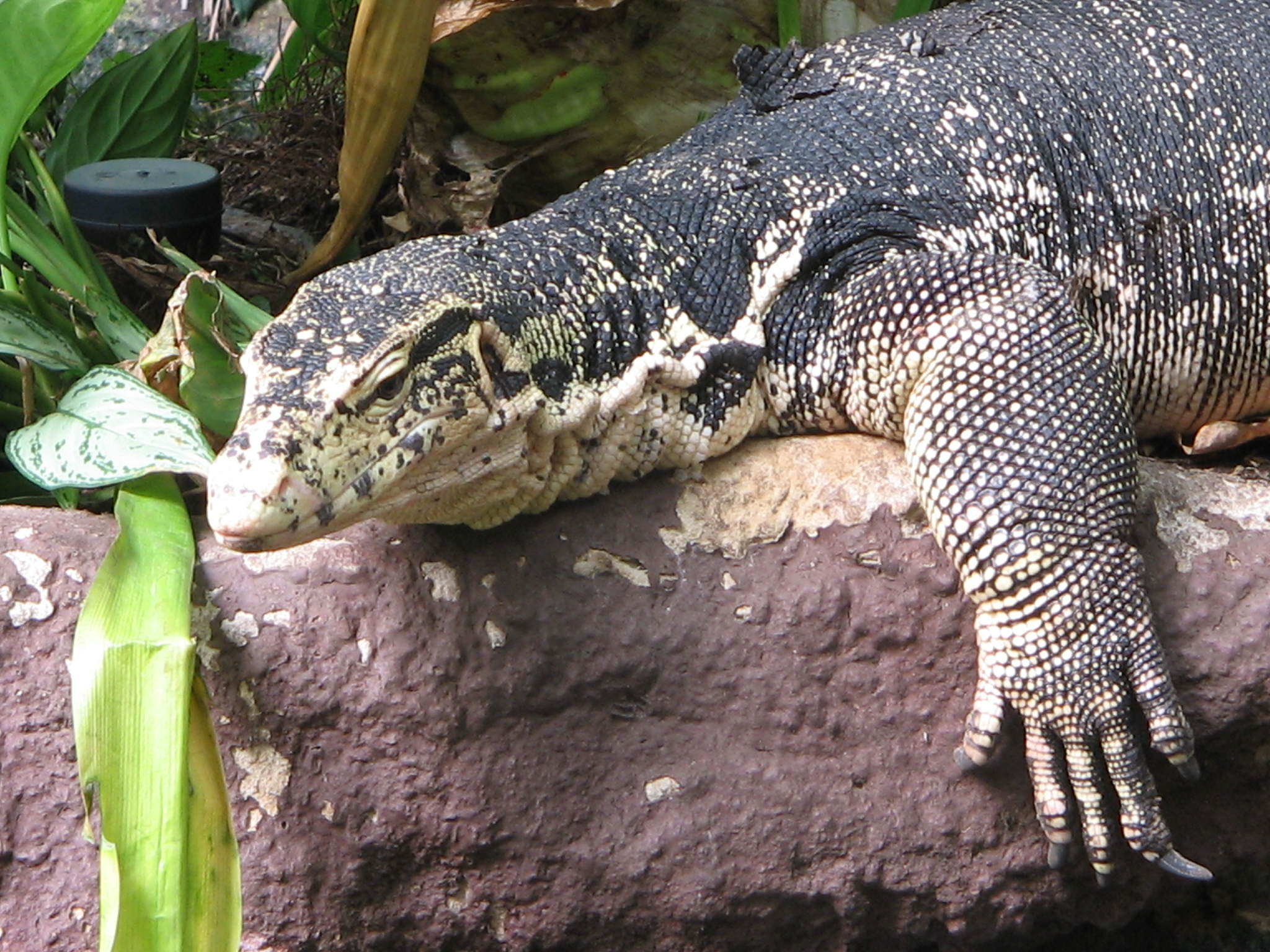
ミズオオトカゲ
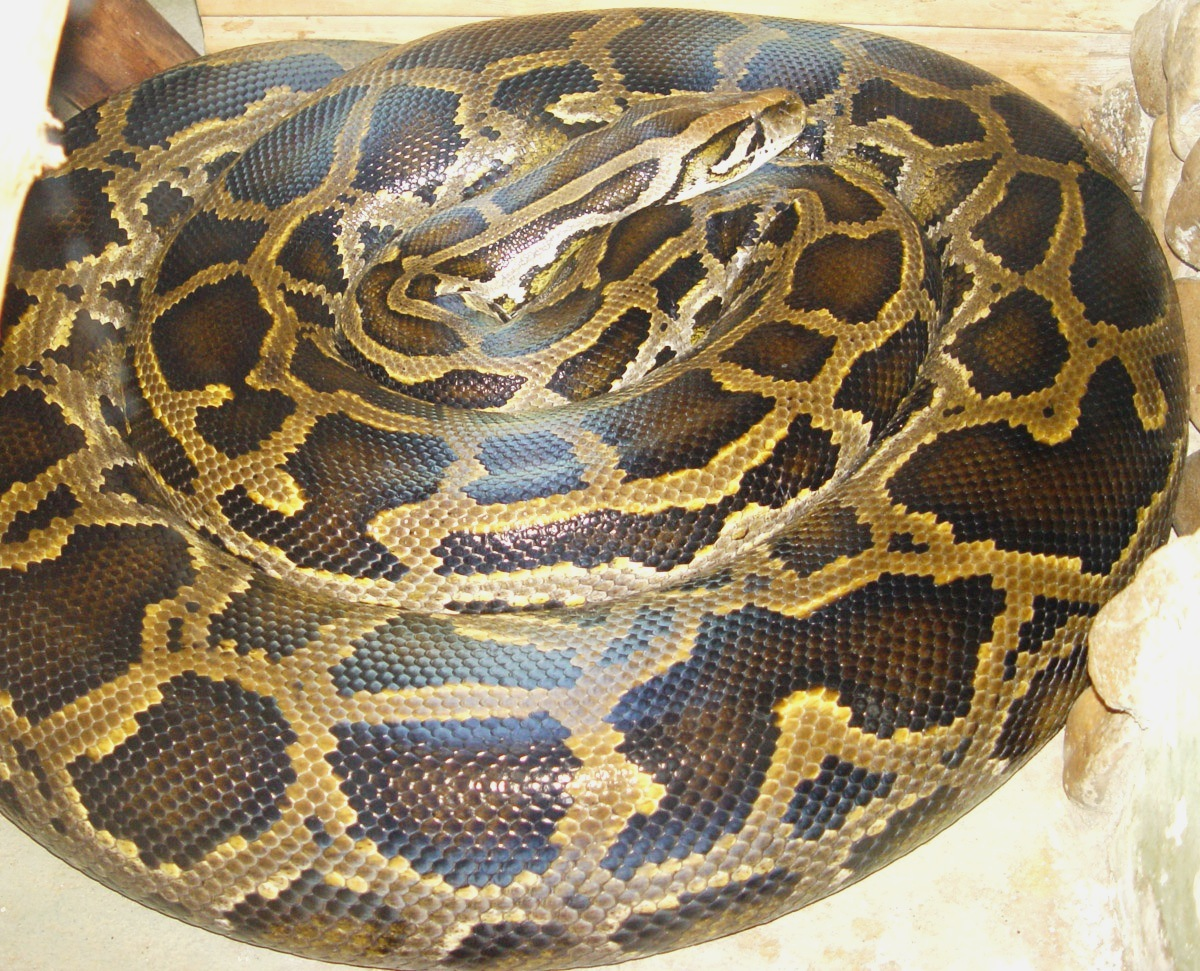
インドニシキヘビ
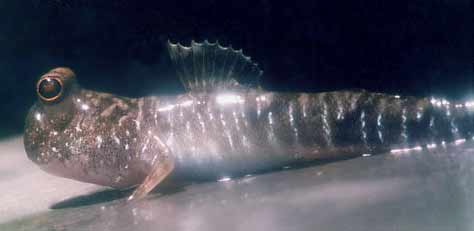
トビハゼ
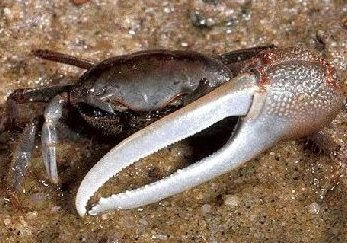
シオマネキ

## 登録基準
この世界遺産は世界遺産登録基準のうち、以下の条件を満たし、登録された（以下の基準は世界遺産センター公表の登録基準からの翻訳、引用である）。
- (9) 陸上、淡水、沿岸および海洋生態系と動植物群集の進化と発達において進行しつつある重要な生態学的、生物学的プロセスを示す顕著な見本であるもの。
- (10) 生物多様性の本来的保全にとって、もっとも重要かつ意義深い自然生息地を含んでいるもの。これには科学上または保全上の観点から、すぐれて普遍的価値を持つ絶滅の恐れのある種の生息地などが含まれる。